# Cantó de Toucy
El cantó de Toucy és un cantó francès del departament del Yonne, situat al districte d'Auxerre. Té 14 municipis i el cap és Toucy.

## Municipis
- Beauvoir
- Diges
- Dracy
- Égleny
- Fontaines
- Lalande
- Leugny
- Levis
- Lindry
- Moulins-sur-Ouanne
- Parly
- Pourrain
- Toucy
- Villiers-Saint-Benoît

## Història
| Data d'elecció                           | Identitat        | Partit               | Qualitat |
| ---------------------------------------- | ---------------- | -------------------- | -------- |
| 1951-1970                                | Paul Arrighi     | Radical              |          |
| 1970-1982                                | M. Poindron      | RI, després UDF      |          |
| 1982-1994                                | Simone Goussard  | UDF                  |          |
| 1994-                                    | Pascal Bourgeois | UDF-CDS, després UMP |          |
| les dades anteriors no són pas conegudes |                  |                      |          |
|                                          |                  |                      |          |